# 名人故里之争
名人故里之争是在当代，中国各地方对名人故乡（包括出生地在内）的归属进行争夺的文化现象。各地及地方政府因经济效益的缘故，对名人故里争夺愈演愈烈。
此类争议所涉及的名人，包括中国传说时代人物、民间传说人物、古典小说人物等。正面形象的名人用尽后，负面形象人物的亦有争夺，如山东、安徽等地对西門慶相关资源的开发争夺。批评者或称为“文化啃老”。

## 背景
除了生平不详的情况外，中国文化传统中，没有记载个人出生地的传统。史书中称某人为某地人时，“某地”通常指他的郡望、祖籍、籍贯。前两者大都是追溯遥远祖先的居住地，后者也并非指向个人的出生地。即使是记载个人生平的家谱、墓志中，仍以郡望、祖籍，标榜自己为某某人。
东汉兴起门阀，故自魏晋以来的社会风气多推崇郡望。唐代张说为外戚王仁皎所撰神道碑，称王仁皎为太原祁人。实际上，太原郡祁县是王仁皎家族——太原王氏的郡望所在。根据他墓葬所在和其女王氏传记，当属同州下邽县人。北宋时，随着科举制度日渐成熟，新的士大夫阶层形成，而“累世为官”门阀则在晚唐和五代的动乱中消散，对郡望的推崇亦随之消失。明清时，多以祖籍、籍贯归属。清代旗人则以旗籍归属。在此情况下，有四地对出身内务府正白旗包衣、《红楼梦》作者曹雪芹的故里展开其争夺。四地分别是河北省唐山市丰润区、辽宁省辽阳市、辽宁省铁岭市和江西省南昌县武阳镇。

## 故里之外的争夺
除了出生地，墓葬等历史遗迹亦是争夺对像。唐代诗人杜甫有八处墓地。明末大顺政权建立者李自成下落不明，关于他的最终死亡地点众说纷纭。至今全国有数座李自成墓。而中国传说时代的人物，亦有多有墓葬争议。如传说时代的君主黄帝、炎帝等。《炎黄春秋》杂志副总编徐庆全撰写、与黄帝陵、炎帝陵之争相关的文章中，推测炎帝故里之争推进，“尽管故里和陵寝是两码事——前者是安葬地，后者是出生地，但相信不久，故里也会变成陵寝，成为越争论陵寝越多的佐证。 ”